# 4P/Faye
Cometa 4P/Faye (também conhecido como Cometa de Faye ou Cometa Faye) é um cometa periódico da família Júpiter descoberto em novembro de 1843 por Hervé Faye no Observatório Real de Paris. Seu periélio mais recente (aproximações mais próximas ao Sol) foi em 15 de novembro de 2006; 29 de maio de 2014;  e 8 de setembro de 2021.
O cometa foi observado pela primeira vez por Faye em 23 de novembro, mas o mau tempo impediu sua confirmação até o dia 25. Era tão fraco que já havia passado pelo periélio cerca de um mês antes de sua descoberta, e apenas uma passagem próxima pela Terra a tornou brilhante o suficiente para ser descoberta. Otto Wilhelm von Struve informou que o cometa era visível a olho nu no final de novembro. Permaneceu visível para telescópios menores até 10 de janeiro de 1844 e finalmente foi perdido para telescópios maiores em 10 de abril de 1844.
Em 1844, Friedrich Wilhelm Argelander e Thomas James Henderson calcularam independentemente que o cometa era um cometa de período curto; até maio, seu período havia sido calculado em 7,43 anos. Urbain Le Verrier calculou as posições para a aparição de 1851, prevendo o periélio em abril de 1851. O cometa foi encontrado perto de sua posição prevista em 29 de novembro de 1850 por James Challis.
O cometa foi perdido durante suas aparições em 1903 e 1918 devido a circunstâncias de observação desfavoráveis.  Atingiu um brilho de cerca de 9ª magnitude em 2006.
4P/Faye se aproxima de Júpiter a cada 59,3 anos, o que reduz gradualmente seu periélio e aumenta sua excentricidade orbital. Na mais recente aproximação de Júpiter (março de 2018), o periélio de Faye mudou de cerca de 1,7 UA para cerca de 1,5 UA.
O cometa é estimado em cerca de 3,5 quilômetros de diâmetro.